# Akkalkot

Akkalkot är en stad i distriktet Solapur i delstaten Maharashtra i Indien. Folkmängden uppgick till 40 103 invånare vid folkräkningen 2011. Traditionella huvudnäringar är jordbruk och vävnad.